# Breckrey
Breckrey (Schots-Gaelisch: Am Breacaradh) is een dorp in de Schotse lieutenancy Ross and Cromarty in het raadsgebied Highland in de buurt van Portree op het eiland Skye.